# Arauco megye
Arauco egy megye Argentína északnyugati részén, La Rioja tartományban. Székhelye Aimogasta.

## Népesség
A megye népessége a közelmúltban a következőképpen változott:
| Év   | Lakosság |
| ---- | -------- |
| 2001 | 13 695   |
| 2010 | 15 418   |